# Jean-Martin Fortier
Jean-Martin Fortier (1978) es un agricultor quebequense, autor, educador y defensor de la agricultura sostenible ecológica, a escala humana y económicamente viable.
Es fundador, junto a su esposa Maude-Hélène Desroches, de Les Jardins de la Grelinette, una huerta orgánica certificada en Saint-Armand, Quebec. La granja se ha hecho internacionalmente conocida por lograr rentabilidad y productividad utilizando sistemas de cultivo biológicamente intensivos. Los métodos de producción de baja tecnología y alto rendimiento empleados en la microgranja constituyen la base del libro más vendido de Fortier, The Market Gardener: A Successful Grower's Handbook for Small-Scale Organic Farming.
En 2016 se estrenó una película educativa llamada The Market Gardener's Toolkit en la que Fortier describe las herramientas y técnicas utilizadas en su granja.
Desde 2017 ha dirigido The Market Gardener's Masterclass, un programa online que enseña a estudiantes de todo el mundo cómo administrar granjas exitosas en pequeñas hectáreas aprovechando el poder de la biología del suelo, la tecnología apropiada y las prácticas de gestión racionalizadas para crear no solo resultados de rendimiento favorables, sino también un estilo de vida agrícola deseable.

## Biografía
Fortier conoció a su esposa y socio agrícola mientras ambos estudiaban en la Escuela de Medio Ambiente de la Universidad McGill. Después de graduarse en 2001, Fortier y Desroches pasaron un tiempo trabajando en granjas orgánicas en los Estados Unidos y México. Cultivaron 0.2 acres de tierra alquilada antes de establecerse en su propia granja en Saint-Armand, Quebec, en 2004.
El primer libro de Fortier, The Market Gardener, se publicó por primera vez en francés en 2012. Ha promovido más de 50 talleres en Canadá, Estados Unidos, Francia y Bélgica, y ha publicado artículos sobre su trabajo en Canadian Organic Grower, La Terre de Chez Nous y Growing for Market. Fortier ha trabajado con Équiterre, una organización sin ánimo de lucro con sede en Montreal, para promover el desarrollo de la agricultura sostenida por la comunidad, y con la comunidad Young Agrarians con sede en Vancouver para alentar y educar a jóvenes participantes en la agricultura sostenible.
Fortier es un entusiasta del desarrollo de la tecnología apropiada para la agricultura a pequeña escala y sirve como asesor de herramientas y equipos para Johnny's Selected Seeds y Dubois Agrinovation.

## Les Jardins de la Grelinette

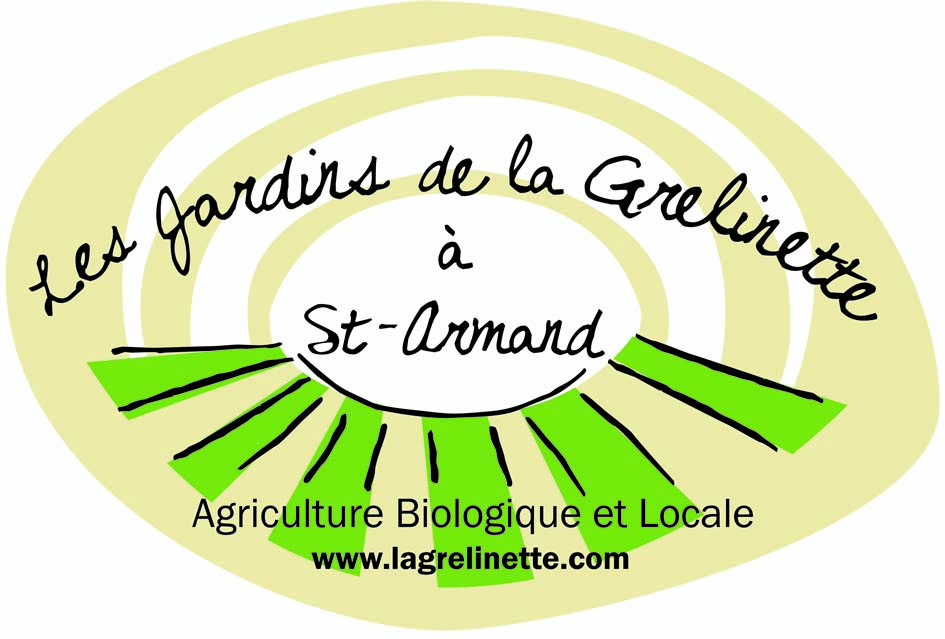
Logo de Les Jardins de la Grelinette.

Les Jardins de la Grelinette debe su denominación a la grelinette, u horca de doble mango, una herramienta de jardinería que para Fortier es "emblemática de la jardinería orgánica manual, ecológica y efectiva". 1.5 de los 10 acres de la granja se mantienen en producción biológicamente intensiva. La finca produce variedad de vegetales orgánicos, así como algunas hierbas y frutas. La granja comercializa de modo directo sus productos en los mercados de agricultores de Knowlton y St.-Lambert en Montreal, a restaurantes y tiendas, y a través de 140 acciones de agricultura sostenida por la comunidad (CSA). En la cuarta temporada de la granja, cuando las ventas superaron los $ 100,000, el negocio ganó un premio de competencia agrícola por su excelente desempeño económico. La granja obtiene ahora alrededor de $ 140,000 en ventas en un año típico. Fortier y Desroches emplean personal remunerado y pasantes de acogida. Desde 2015, Desroches ha estado dirigiendo la granja por su cuenta, alcanzando márgenes de ganancia cada vez mayores. También organizan eventos en la granja y visitas para ayudar a promover una agricultura sostenible.

### Métodos de producción
Fortier maximiza los rendimientos en un área mínima de tierra a través de un sistema de cultivo "biológicamente intensivo". Los tractores de cuatro ruedas convencionales se evitan en favor de herramientas de mano y equipo eficiente a pequeña escala, como los motocultores. Dado que se utilizan herramientas manuales para el cultivo, las hileras de este no tienen que espaciarse de acuerdo a las dimensiones de un tractor y los implementos de cultivo, lo que permite un espaciado intensivo. Las sucesiones múltiples de plantaciones en un año contribuyen a una alta proporción de rendimiento/área. Minimizar el área de cultivo necesaria aumenta la eficiencia de la granja en términos de trabajo (por ejemplo, tiempo necesario para cultivar) y materiales (por ejemplo, líneas de riego, cobertura de hileras). La eficiencia también se logra a través de la estandarización del tamaño de los espacios en crecimiento: la granja consta de 10 parcelas que contienen 16 camas cada una, cada cama tiene 30 pulgadas de ancho y 100 pies de largo. Esta estandarización facilita la rotación de cultivos, la planificación de la producción, el cálculo de las enmiendas del suelo y el uso de materiales tales como líneas de riego y cubiertas de hileras.

## The Market Gardener
The Market Gardener se publicó por primera vez en francés en 2012 como Le jardinier-maraîcher por Les Éditions Écosociété. El libro está ilustrado por Marie Bilodeau.
En 2013, la organización caritativa FarmStart lanzó una campaña de recaudación de fondos online para apoyar la traducción del libro al inglés. La traducción a cargo de Scott Irving fue publicada a principios de 2014 por New Society Publishers. Incluye un prólogo de Severine von Tscharner Fleming de la comunidad sin ánimo de lucro estadounidense Greenhorns y la National Young Farmers Coalition.
El libro está diseñado para servir como un manual práctico para la agricultura a pequeña escala. Detalla los métodos de producción y las prácticas comerciales de Fortier, e incluye información sobre temas como el diseño de huertas, equipos a pequeña escala, gestión del suelo, siembra, gestión de la maleza, gestión de insectos y enfermedades, planificación de cultivos y marketing.

### Promoción
Fortier ha promovido la versión del libro en francés a través de giras en Quebec, Francia y Bélgica.
La edición en inglés se promocionó bajo el lema "Six Figure Farming Tour", a veces denominado "Rock Star Farmer Tour", enfocado en promover la agricultura como un medio para ganarse la vida con comodidad, mientras se disfruta de un hermoso entorno y un trabajo satisfactorio. La gira se llevó a cabo en cooperación con jóvenes agricultores y organizaciones sin fines de lucro y proyectos de agricultura sostenible, incluidos Young Agrarians, FarmStart, National Young Farmers Coalition, Acorn, Friends of Family Farmers, Missouri Young Farmers Coalition, y otros. La gira ha realizado varias docenas de paradas en Canadá y Estados Unidos.

### Recepción
The Market Gardener ha vendido más de 100 000 copias (en francés, inglés, italiano, alemán, polaco y holandés) y es un bestseller en Canadá. El libro ha recibido críticas muy positivas; ha sido reconocido como práctico, accesible y completo. Los revisores han señalado que el énfasis del libro en los aspectos empresariales de la horticultura lo distingue de publicaciones similares.
El libro ha obtenido una comparación favorable con el influyente libro de 1989 del agricultor Eliot Coleman, The New Organic Grower. Coleman, quien revisó el libro, ha declarado que "el libro de Jean-Martin está muy bien hecho y debería ser de gran utilidad para los agricultores en todo el mundo. El intercambio de ideas e información es muy importante porque cuando transmitimos ideas, la siguiente persona empieza por donde hemos llegado y lleva las ideas a otro nivel".
En julio de 2016, Éditions Écosociété anunció en su página de Facebook que los derechos del libro habían sido comprados para ser traducidos al alemán por la editorial Löwenzahn Verlag, en holandés por Uitgeverij Jan van Arkel y en polaco por Fundacja Źródła Życia.

## Ferme des Quatre-Temps
En el otoño de 2015, Fortier fue reclutado por André Desmarais, Vicepresidente, Presidente y Director ejecutivo de Power Corporation e hijo de Paul Desmarais, para diseñar y operar una granja modelo, La Ferme des Quatre-Temps, en una propiedad de 167 acres en Hemmingford, Quebec. La misión de la granja es demostrar cómo las granjas diversificadas a pequeña escala, utilizando prácticas agrícolas regenerativas y económicamente eficientes, pueden producir una mayor calidad nutricional de los alimentos y granjas más rentables que la agricultura convencional.
La granja consta de cuatro acres de producción vegetal; sesenta acres de pastoreo rotativo animal que incluyen reses, cerdos y pollos, diez acres de huertas frutales, un laboratorio culinario para procesar y crear productos originales y un enorme invernadero para producir verduras durante todo el año. Se aplicaron los principios de la permacultura para garantizar el equilibrio del ecosistema: se plantaron flores, se cavaron estanques para acomodar ranas y se construyeron casitas de pájaros para controlar la proliferación de plagas de forma natural. También se instalaron diez colmenas de abejas en la propiedad para promover la polinización y los gallineros móviles permiten que las gallinas se desplacen de un pasto a otro  para alimentarse de los gusanos que se encuentran en el estiércol de vaca.

## The Market Gardener's Masterclass
En diciembre de 2017, Fortier lanzó The Market Gardener's Masterclass, un programa online que detalla las metodologías, herramientas y técnicas exactas que utiliza para cultivar con éxito en un contexto de mayor eficiencia. El curso proporciona tutoriales en vídeo a fondo sobre cada cultivo, hojas técnicas detalladas, herramientas de planificación de cultivos y gestión de tareas, lista de herramientas recomendadas, así como acceso a una sesión de preguntas y respuestas en vivo con Fortier, foros de grupos afines y descuentos exclusivos de varias herramientas y proveedores de suministros. Miles de cultivadores de 54 países ya han completado el curso.

## Libros de Fortier

### En español
- Fortier, Jean-Martin (2020). El jardinero horticultor. Manual para cultivar con éxito pequeñas huertas biointensivas. Prólogo Laure Waridel, ilustraciones Marie Bilodeau, traducción Sidney Flament Ortún y Bruno Macías, rústica, 268 páginas, formato 216 x 216 mm. (Segunda edición). Vilaür: Ediciones Atalanta. ISBN 978-84-120743-7-6.

### En inglés
- Fortier, Jean-Martin (2013). The Market Gardener: A Successful Grower's Handbook for Small-Scale Organic Farming. Ilustrado por Marie Bilodeau. Columbia Británica, Canadá: New Society Publishers. ISBN 978-0865717657. Traducción al inglés por Scott Irving. Prólogo de Severine von Tscharner Fleming.